# マルジャンブラク
マルジャンブラク (ラテン文字:Marjonbulak, Marjanbulak、ウズベク語: Marjonbuloq / Маржонбулоқ、ロシア語: Марджанбулак) はウズベキスタン・ジザフ州の町である。州都のジザフからは南東に約50kmの地点に位置する。2012年の人口は4,749人となっている。「マルジョンブロク」や「マルジャンブラック」と表記されることもある。

## 概要
マルジャンブラクは1980年代から2000年代後半まで市として登録されていたが、2010年代以降は町村へと格下げされている。
街の主な産業は金の採掘と紡績産業である。特に金の採掘は国内でも有数の採掘量であり、街の付近にある金鉱床ではナヴォイ鉱山精錬コンビナートやウズベキスタン地質鉱物資源国家委員会（Uzalmazzoloto、国営企業）による金の採掘が行われている。